# Митрофанов, Анатолий Ефимович
Анато́лий Ефи́мович Митрофа́нов (род. 19 августа 1927 года, с. Печмень, Пермская область) — советский и российский конструктор ракетной техники, заместитель генерального директора НПО прикладной механики и директор механического завода НПО ПМ (1978—1997). Награждён многими высшими государственными наградами за вклад в развитие советского ракетостроения. Почётный гражданин ЗАТО Железногорска с 2000 года.

## Биография
Анатолий Ефимович родился в 1927 году в селе Печмень Пермской области. В годы войны работал в Кунгуре. В 1950 окончил с отличием Уральский политехнический институт, после чего был переведён на работу в Красноярск. Работа на Красноярском машиностроительном заводе в те годы только налаживалась, и основным видом продукции была продукция оборонной промышленности, а чуть позже — ракетостроения. В механическом цехе Митрофанов прошёл весь путь от мастера до директора. При его же участии происходит развитие филиала Красмаша по производству гироскопической техники и продукции ракетостроения в закрытом городе Железногорске.
В 1970 году приказом Министерства общего машиностроения СССР производства № 5 и № 6 реструктуризованы в Механический завод, и Анатолий Ефимович становится сначала начальником КБПМ, а затем уже директором завода. В период с 1978 по 1997 годы Митрофанов становится заместителем генерального директора предприятия и участвует в создании космических аппаратов (серии «Молния» (1, 1+, 2, 3, 1Т, 3К) и «Космос», «Экран», «ГЛОНАСС», «Луч» и прочие). Проявил себя как общественно-политический деятель, избирался в Совет народных депутатов города. Большой вклад Митрофанов внёс в развитие досуга и отдыха в Железногорске и его окрестностях.